# Borlez
Borlez is een plaats en deelgemeente van de Belgische gemeente Faimes in de provincie Luik, het was een zelfstandige gemeente tot aan de gemeentelijke herindeling van 1977.

## Bezienswaardigheden
- De Sint-Pieterskerk (Église Saint-Pierre) is een neogotisch kerkgebouw van 1900-1902.
- De Sint-Agraphakapel (Chapelle Saint-Agrapha) is een kapel van 1766.

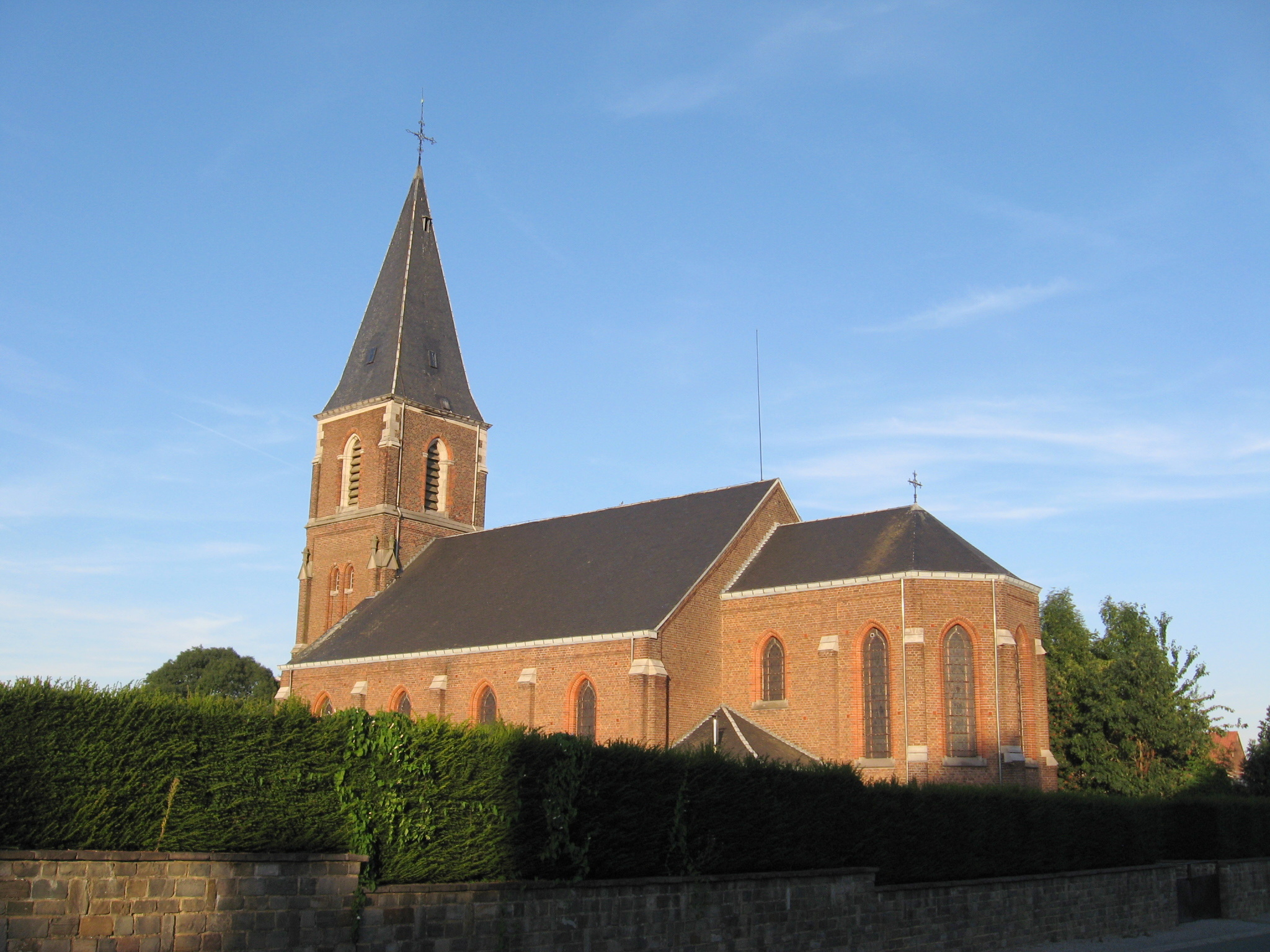
De Sint-Petruskerk
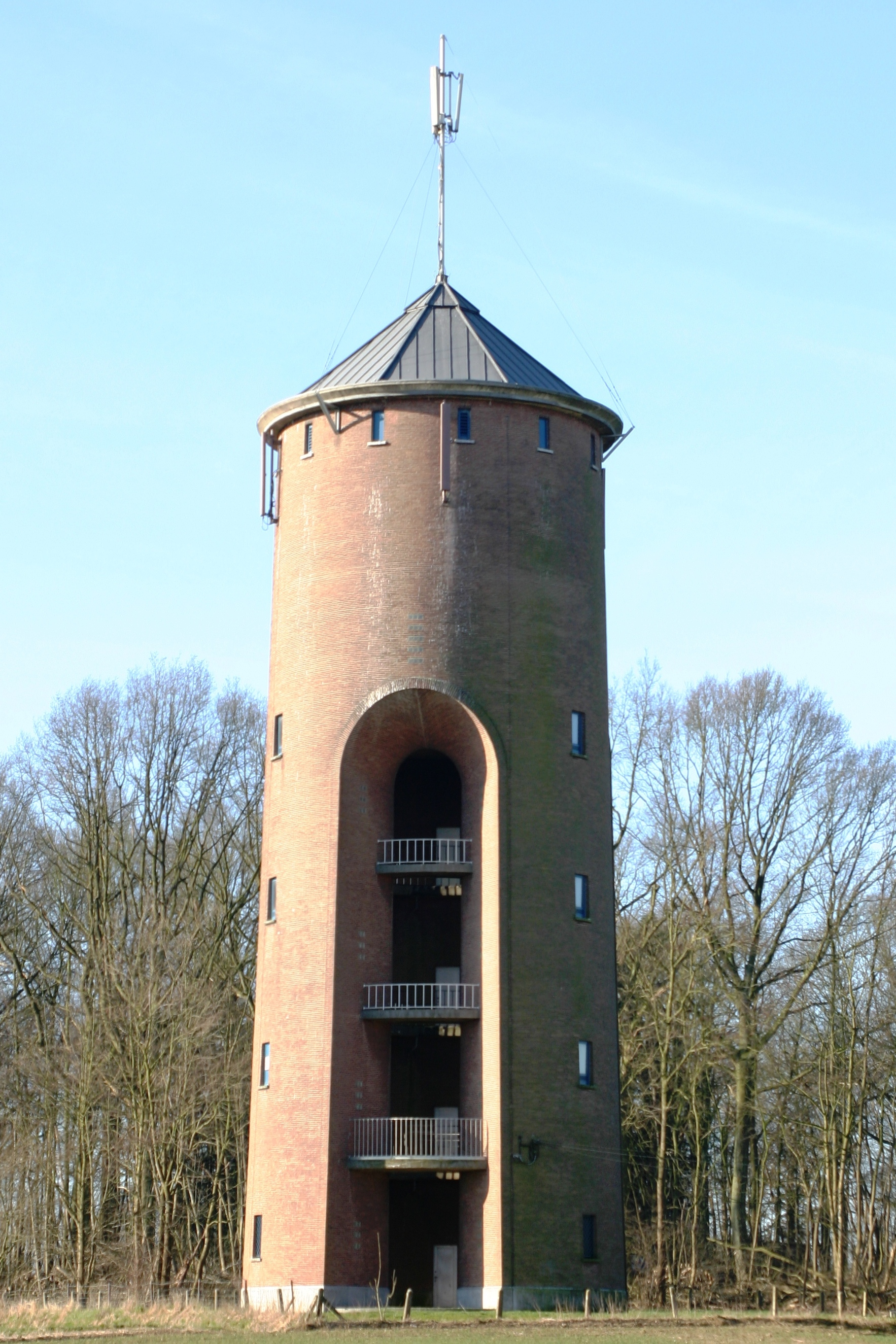
Watertoren

## Natuur en landschap
De hoogte aan de kerk bedraagt 160 meter.

## Demografische ontwikkeling
- Bronnen:NIS, Opm:1831 tot en met 1961=volkstellingen

## Nabijgelegen kernen
Aineffe, Vaux-et-Borset, Les Waleffes, Viemme